# Amerie
Amerie Mi Marie Rogers (Amerie of Ameriie) (Fitchburg (Massachusetts), 12 januari 1980) is een Amerikaanse zangeres. Haar grootste hit is 1 Thing.

## Biografie
Amerie is de dochter van een Koreaanse moeder en een Afro-Amerikaanse vader, een militair. Vanwege haar vaders werk groeide Amerie op op verschillende legerbases van Alaska tot Duitsland. Ze leerde door haar moeder klassieke muziek en door haar vader rhythm-and-blues waarderen.
Ze leerde al vroeg dansen en trad gedurende haar jeugd op in vele talentenwedstrijden.
Na haar middelbare school vestigde haar familie zich in Virginia, waar ze naar de Georgetown University ging. Hier studeerde ze af in Engels en Schone Kunsten.
Toen ze in Washington D.C. woonde, ontmoette ze producer Rich Harrison, die onder andere met artiesten als Mary J. Blige werkte. Met hem begon ze demo's te maken. Dit leidde tot een contract bij Rise Entertainment en later ook bij Columbia Records.
In de lente van 2002 werd Ameries debuutsingle, Why don't we fall in love uitgebracht, in juli van dat jaar gevolgd door haar debuutalbum All I have. Het album werd goed ontvangen. All I Have ging in de eerste week 170 000 keer over de toonbank. Maanden later 1,6 miljoen keer.
In 2005 werd de single 1 Thing uitgebracht, gevolgd door het album Touch. Touch ging in de eerste week 189 000 keer over the toonbank. Een week later 800 000 keer. 1 Thing werd een wereldwijde hit. In Amerika was het zelfs een nummer 1-hit in de R&B lijst. De tweede single Touch deed het ook goed in Europa. Met dit album won ze 2 Grammy's.
Het album Because I Love It uit 2007 had een vrolijker geluid. Van dit album kwamen twee singles: Take Control en Gotta Work. In Amerika werd Because I Love It niet uitgebracht.
Ameries vierde album is getiteld In Love & War en kwam uit in 2009.
Ze trouwde op 25 juni 2011 met haar vriend, voormalige Columbia Records uitvoerende Lenny Nicholson.

## Discografie

### Albums
| Album met eventuele hitnotering(en) in de Nederlandse Album Top 100 | Datum van verschijnen | Datum van binnenkomst | Hoogste positie | Aantal weken | Opmerkingen |
| ------------------------------------------------------------------- | --------------------- | --------------------- | --------------- | ------------ | ----------- |
| All I have                                                          | 30-07-2002            |                       |                 |              |             |
| Touch                                                               | 26-04-2005            | 11-06-2005            | 70              | 1            |             |

### Singles
| Single met eventuele hitnotering(en) in de Nederlandse Top 40 | Datum van verschijnen | Datum van binnenkomst | Hoogste positie | Aantal weken | Opmerkingen                        |
| ------------------------------------------------------------- | --------------------- | --------------------- | --------------- | ------------ | ---------------------------------- |
| Why don't we fall in love                                     | 2002                  |                       |                 |              | met Ludacris                       |
| Talkin' to me                                                 | 2002                  |                       |                 |              |                                    |
| Paradise                                                      | 2002                  | 07-12-2002            | 3               | 15           | met LL Cool J                      |
| I'm coming out                                                | 2003                  | 26-04-2003            | tip             |              |                                    |
| 1 thing                                                       | 05-04-2005            | 28-05-2005            | 5               | 14           |                                    |
| Touch                                                         | 2005                  | 30-07-2005            | tip             |              |                                    |
| I don't care                                                  | 2005                  | 15-10-2005            | 25              | 5            | van Ricky Martin samen met Fat Joe |